# Jasień
Jasień è un comune urbano-rurale polacco del distretto di Żary, nel voivodato di Lubusz.
Ricopre una superficie di 127,02 km² e nel 2004 contava 7 361 abitanti.